# Golfo de Nápoles

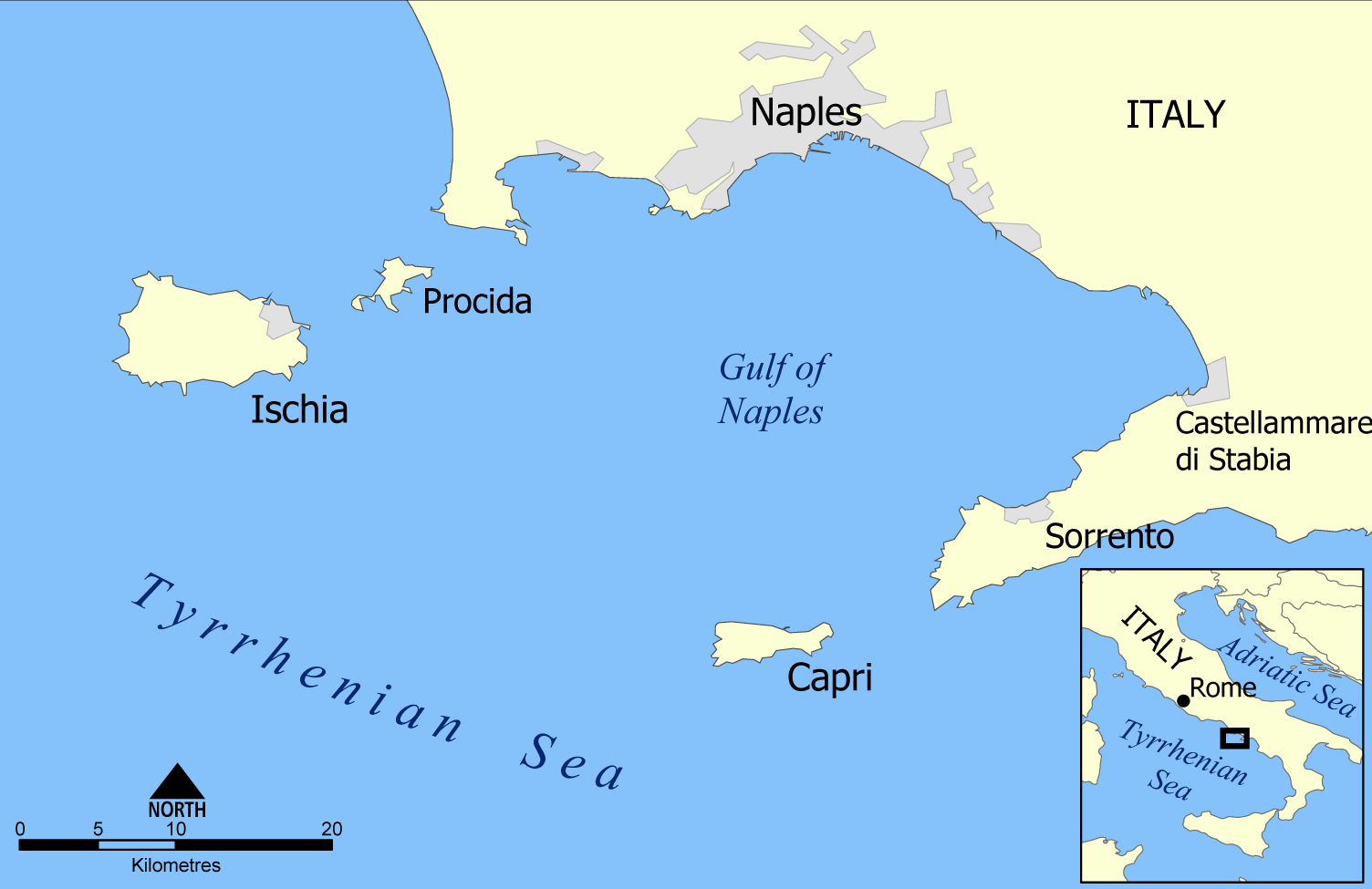
Mapa do golfo de Nápoles

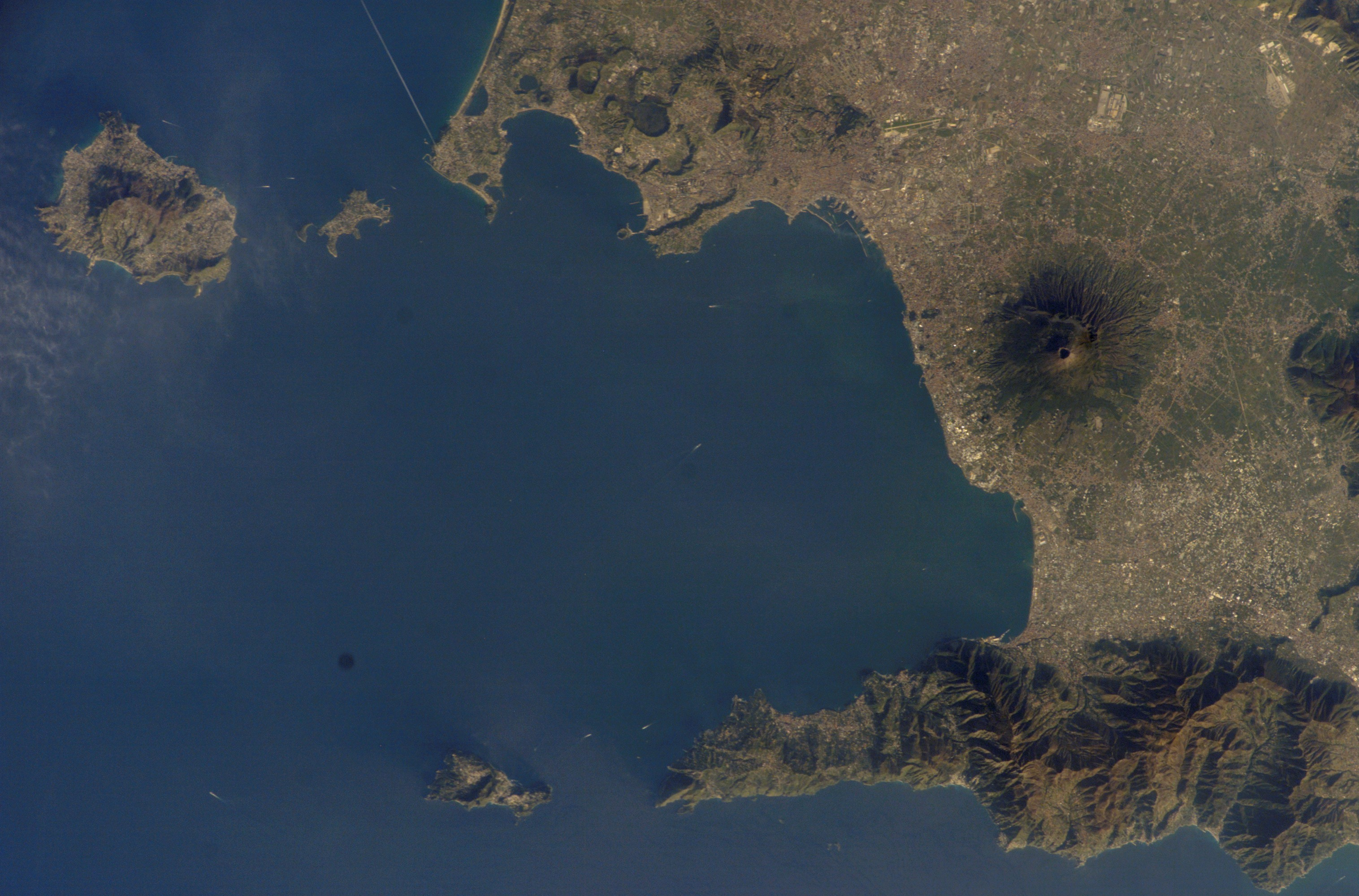
Imagem de satélite do golfo de Nápoles

O golfo de Nápoles é uma enseada localizada na parte sul do mar Tirreno, compreendida entre a península Flegrea a noroeste (cabo Miseno) e a península Sorrentina a sudeste (ponta Campanella).
Considerando as ilhas do Golfo como um prolongamento ideal das duas penínsulas, a orla exterior do golfo pode ser prorrogada até a ponta Imperatore, sobre a ilha de Ísquia e a ponta Carena sobre a ilha de Capri.
Dentro da baía de Nápoles localiza-se o golfo de Pozzuoli, entre o cabo Miseno e o cabo Posillipo.
A área é um importante destino turístico na Itália pelas ruínas romanas próximas a Pompeia e Herculano, destruídas durante a erupção do Vesúvio em 79.